# Hotel La Bella Dolores (Lloret de Mar)
El hotel La Bella Dolores (también conocido como hotel Bella Dolores) de Lloret de Mar, Cataluña (España) es un hotel y restaurante fundado en 1954 y un edificio histórico a nivel local, ubicado en el edificio mas antiguo de Lloret de Mar, datado de 1435.
Ha sido uno de los edificios más importantes del municipio a lo largo de su historia y actualmente es reconocido oficialmente como Establecimiento Historico por parte de la Cámara de Comercio de Gerona.

## Historia

### Construcción
El edificio donde se ubica el hotel y restaurante es datado de 1435 y es considerado el edificio más antiguo de toda la localidad. Fue construido por el canónigo Narcís Oliveres bajo la protección de la Mare de Déu del Roser.
Entre los siglos XIV y XVI, este edificio albergó al pavorde, representante local del obispado de Gerona, encargado de administrar la economía del pueblo en nombre de la Iglesia. Debido a esto, se convirtió en una de las construcciones más importantes del lugar durante esa época.

### Nombre
El nombre de La Bella Dolores rinde homenaje a la polacra «Bella Dolores», construida por el astillero Buenaventura Ribas i Maura en los astilleros de Lloret de Mar y botada por primera vez el 11 de abril de 1856.

## Actualidad
El 10 de abril de 1954, Jaume Illa y Enriqueta Bardera inauguraron la Fonda La Bella Dolores, dando inicio a una nueva etapa en la historia del edificio. Años más tarde, el establecimiento adoptó el nombre de Residencia La Bella Dolores.
En 1970, Antoni Illa y Adoración Cifuentes tomaron el relevo en la dirección, elevando la categoría del negocio a Hostal Bella Dolores. Gestionaron este establecimiento durante aproximadamente tres décadas.
En los años 90, la nueva generación asumió la gestión: Max y Jaime Illa, hijos de Antoni y Adoración Cifuentes transformaron el hostal en el Hotel La Bella Dolores.
En 2001 fue reformado y modernizado.
El 19 de mayo de 2025 fue reconocido como Establecimiento Historico por parte de la Cámara de Comercio de Gerona por su importancia dentro del patrimonio arquitectónico e histórico de Lloret de Mar.